# خلفیان
خلفیان یکی از روستاهای استان آذربایجان شرقی است که در دهستان نقدوز بخش فندقلو شهرستان اهر واقع شده‌است.این روستا ۳۶۰ نفر جمعیت دارد.